# Dichorda rectaria
Dichorda rectaria là một loài bướm đêm trong họ Geometridae.